# Las Yerbas
Las Yerbas är en ort i Mexiko.   Den ligger i kommunen Dolores Hidalgo och delstaten Guanajuato, i den centrala delen av landet, 280 km nordväst om huvudstaden Mexico City. Las Yerbas ligger 2 020 meter över havet och antalet invånare är 732.
Terrängen runt Las Yerbas är huvudsakligen platt, men åt nordväst är den kuperad. Terrängen runt Las Yerbas sluttar söderut. Runt Las Yerbas är det ganska tätbefolkat, med 93 invånare per kvadratkilometer. Närmaste större samhälle är Dolores Hidalgo, 19,3 km söder om Las Yerbas. Trakten runt Las Yerbas består till största delen av jordbruksmark.